# المجمع المغلق 1314–1316
المجمع المغلق 1314–1316 هو المجمع الموكول بانتخاب بابا الكنيسة الكاثوليكية الجديد بعد استقالة البابا. انعقد مجمع الكرادلة لانتخاب البابا الجديد بدءًا من
1 مايو 1314 وانتهى في 7 أغسطس 1316. انتُخبَ يوحنا الثاني والعشرون ليكون البابا الجديد للكنيسة.